# 14940 Freiligrath
14940 Freiligrath eller 1995 EL8 är en asteroid i huvudbältet som upptäcktes den 4 mars 1995 av den tyska astronomen Freimut Börngen vid Tautenburg-observatoriet. Den är uppkallad efter den tyske författaren Ferdinand Freiligrath.